# Салтф'єллет-Свартісен
Національний парк Салтф'єллет-Свартісен (норвезькою: Національний парк Saltfjellet-Svartisen) — національний парк у Нурланндському окрузі Норвегії. Він розташований на межах муніципалітетів Бейарн, Меллі, Рана, Радйо, Салтдал та Буде. Європейська магістраль E06 і лінія Нордланд проходять уздовж південних та східних кордонів навколо парку. Східний кордон парку є кордоном мід Норвегією та Швецією, а частина цього кордону межує з природним заповідником Vindelfjällen (Швеція).
Салтф'єллет-Свартісен має площу 2102 квадратних кілометрів (812 кв. км), це означає що він є одним з найбільших національних парків Норвегії. Він також є одним з найрізноманітніших, оскільки включає в себе як гірські утворення з льодовиками, так і невеликі гірські плато та лісові долини. Національний парк охоплює частину гірського хребта Солтфельлет. Льодовик Svartisen є центральною частиною парку. У парку також є багато культурних пам'яток саамів.